# (6655) Nagahama
(6655) Nagahama ist ein Asteroid des Hauptgürtels, der am 8. März 1992 vom japanischen Astronomen Atsushi Sugie am Dynic Astronomical Observatory (Sternwarten-Code 402) in der Präfektur Shiga entdeckt wurde.
Der Asteroid wurde am 9. Mai 2001 nach Nagahama in der Präfektur Shiga benannt, der am Biwa-See gelegenen Geburtsstadt des Entdeckers.
Der Himmelskörper ist Teil der Eos-Familie, die mit rund 4400 Planetoiden (in der Datenbank AstDyS-2 mehr als 16.000) zu den größten zählt, welche typischerweise große Halbachsen von 2,95 bis 3,1 AE aufweisen, nach innen begrenzt von der Kirkwoodlücke der 7:3-Resonanz mit Jupiter, sowie Bahnneigungen zwischen 8° und 12°. Die Gruppe ist nach dem Asteroiden (221) Eos benannt. Es wird vermutet, dass die Familie vor mehr als einer Milliarde Jahren durch eine Kollision entstanden ist.